# Oxobô
Oxobô (em iorubá: Oṣogbo) é uma cidade e área de governo local da Nigéria, capital do estado de Oxum. Compartilha fronteiras com Iquirum, Ilexá, Edê, Ebedoré e Irabiji e é facilmente acessível a partir de qualquer parte do estado devido à sua natureza central. Está a 48 quilômetros de Ifé, 32 de Ilexá, 46 de Iuó, 48 de Iquiré e 46 de Ilá-Orangum. De acordo com o censo de 2016, a área de governo local possuía 820 mil habitantes, enquanto segundo o censo de 2006, o centro urbano possuía 156 694 pessoas. Seu código postal é 230.

## Cultura
Oxobô é tradicionalmente governada por um obá (rei) iorubá cujo título é ataojá. É o local do festival anual Oxum-Oxobô ao longo do Rio Oxum. O festival é centrado no bosque sagrado de Oxum, que é um Patrimônio Mundial da UNESCO.

## Clima
| Dados climáticos para Oxobô               | Dados climáticos para Oxobô | Dados climáticos para Oxobô | Dados climáticos para Oxobô | Dados climáticos para Oxobô | Dados climáticos para Oxobô | Dados climáticos para Oxobô | Dados climáticos para Oxobô | Dados climáticos para Oxobô | Dados climáticos para Oxobô | Dados climáticos para Oxobô | Dados climáticos para Oxobô | Dados climáticos para Oxobô | Dados climáticos para Oxobô |
| Mês                                       | Jan                         | Fev                         | Mar                         | Abr                         | Mai                         | Jun                         | Jul                         | Ago                         | Set                         | Out                         | Nov                         | Dez                         | Ano                         |
| ----------------------------------------- | --------------------------- | --------------------------- | --------------------------- | --------------------------- | --------------------------- | --------------------------- | --------------------------- | --------------------------- | --------------------------- | --------------------------- | --------------------------- | --------------------------- | --------------------------- |
| Recorde alta °C (°F)                      | 35.5 (95.9)                 | 37.0 (98.6)                 | 38.0 (100.4)                | 35.0 (95)                   | 34.0 (93.2)                 | 33.5 (92.3)                 | 31.5 (88.7)                 | 31.0 (87.8)                 | 32.0 (89.6)                 | 33.0 (91.4)                 | 33.5 (92.3)                 | 34.0 (93.2)                 | 38.5 (101.3)                |
| Média alta °C (°F)                        | 32.8 (91)                   | 34.6 (94.3)                 | 34.3 (93.7)                 | 32.1 (89.8)                 | 31.2 (88.2)                 | 30.0 (86)                   | 27.9 (82.2)                 | 27.4 (81.3)                 | 28.8 (83.8)                 | 30.1 (86.2)                 | 31.2 (88.2)                 | 31.9 (89.4)                 | 31.0 (87.8)                 |
| Média diária °C (°F)                      | 26.2 (79.2)                 | 27.4 (81.3)                 | 28.4 (83.1)                 | 27.1 (80.8)                 | 26.5 (79.7)                 | 25.8 (78.4)                 | 24.3 (75.7)                 | 23.8 (74.8)                 | 24.9 (76.8)                 | 25.4 (77.7)                 | 26.1 (79)                   | 26.0 (78.8)                 | 26.0 (78.8)                 |
| Média baixa °C (°F)                       | 19.5 (67.1)                 | 20.1 (68.2)                 | 22.5 (72.5)                 | 22.1 (71.8)                 | 21.8 (71.2)                 | 21.5 (70.7)                 | 20.7 (69.3)                 | 20.3 (68.5)                 | 21.0 (69.8)                 | 20.7 (69.3)                 | 21.0 (69.8)                 | 20.1 (68.2)                 | 21.0 (69.8)                 |
| Recorde baixa °C (°F)                     | 10.5 (50.9)                 | 10.0 (50)                   | 19.0 (66.2)                 | 19.5 (67.1)                 | 18.0 (64.4)                 | 19.5 (67.1)                 | 17.0 (62.6)                 | 16.5 (61.7)                 | 18.5 (65.3)                 | 18.5 (65.3)                 | 14.5 (58.1)                 | 13.0 (55.4)                 | 10.0 (50)                   |
| Média precipitação mm (pol.)              | 7 (0.28)                    | 26 (1.02)                   | 76 (2.99)                   | 118 (4.65)                  | 144 (5.67)                  | 141 (5.55)                  | 121 (4.76)                  | 125 (4.92)                  | 181 (7.13)                  | 172 (6.77)                  | 54 (2.13)                   | 12 (0.47)                   | 1 177 (46,34)               |
| Média de dias de precipitação (≥ 0.3 mm)  | 1                           | 3                           | 7                           | 11                          | 12                          | 15                          | 15                          | 11                          | 17                          | 20                          | 5                           | 1                           | 118                         |
| Média umidade relativa (%)                | 74                          | 69                          | 77                          | 84                          | 87                          | 88                          | 89                          | 89                          | 89                          | 89                          | 84                          | 79                          | 83                          |
| Fonte: Deutscher Wetterdienst (1961–1990) |                             |                             |                             |                             |                             |                             |                             |                             |                             |                             |                             |                             |                             |